# Bracon biroicus
Bracon biroicus är en stekelart som beskrevs av Papp 1990. Bracon biroicus ingår i släktet Bracon och familjen bracksteklar. Inga underarter finns listade.